# Pariana radiciflora
Pariana radiciflora är en gräsart som beskrevs av Paul Antoine Sagot och Johann es Christoph Christian Döll. Pariana radiciflora ingår i släktet Pariana och familjen gräs. Inga underarter finns listade i Catalogue of Life.